# Platyarthrus kosswigii
Platyarthrus kosswigii là một loài chân đều trong họ Platyarthridae. Loài này được Verhoeff miêu tả khoa học năm 1949.